# Lingue greco-frige
Le lingue greco-frige sono un ipotetico sottogruppo delle lingue proto-balcaniche, a sua volta parte della famiglia linguistica indo-europea, il cui status dovrebbe essere in qualche modo simile a quello del raggruppamento dell'italo-celtico. All'interno di questo gruppo sarebbero inclusi i gruppi armeno, ellenico, frigio e nonostante l'ipotesi sia ampiamente considerata plausibile, la mancanza di prove definitive e di attestazioni delle fasi evolutive di questo gruppo linguistico ne ha limitato l'accettazione definitiva da parte della comunità degli studiosi.

## Storia del concetto
L'ipotesi di una parentela tra la lingua greca e la lingua armena risale al 1924, quando Holger Pedersen notò che gli accordi tra gli affini lessicali armeni e greci sono più comuni che tra l'armeno e qualsiasi altra lingua indoeuropea. Tra la metà e la fine degli anni '20, Antoine Meillet, autore del saggio Esquisse d'une grammaire comparée de l'arménien classique, indagò ulteriormente sugli accordi morfologici e fonologici e postulò che le lingue madri del greco e dell'armeno fossero dialetti nelle immediate vicinanze geografiche della loro lingua madre, il proto-indoeuropeo. Queste tesi vennero sposate anche Eric Hamp e Georg Solta, il quale sostenne che il lessico e la morfologia fanno chiaramente del greco la lingua più strettamente imparentata con l'armeno, ma quest'ultimo, in accordo con altri autori come James Clackson, mantennero un atteggiamento più cauto a causa della mancanza di prove conclusive. In una pubblicazione del 2005, un gruppo di linguisti e statistici, comprendenti Luay Nakhleh, Tandy Warnow, Donald Ringe e Steven N. Evans, confrontando i metodi linguistici filogenetici quantitativi, ha concluso che l'esistenza di una simile sottofamiglia linguistica era supportato da cinque diverse procedure: massima parsimonia, compatibilità massima ponderata rispetto a quella non ponderata, unione di vicini e tecnica di codifica lessicale binaria (ideata da Russell Gray e Quentin D. Atkinson). Attraverso il metodo lessico-statistico, Hans J. Holm ha sostenuto questa ipotesi, inserendo questo sottogruppo nella più ampia famiglia delle lingue proto-balcaniche, come ramo parallelo delle lingue tracio-illiriche. Questa posizione è ha incontrato il sostegno di altri studiosi, quali J.H. Holst, G. Klingenschmitt, J. Matzinger, G. Neumann. Alcuni studi hanno appoggiato questa ipotesi, mostrando come tra le popolazioni in questione esistessero anche legami genetici.
La valutazione dell'ipotesi è legata all'analisi delle lingue indoeuropee, come il frigio, l'armeno e il greco, con i gruppi geograficamente interposti tra queste lingue, quali le lingue anatoliche (anch'esse indoeuropee) e le lingue hurro-urartee, che potrebbero avere funto da substrato, ma la cui scarsa attestazione rende complicata l'individuazione di tratti intermedi. Ulteriori difficoltà dipendono dall'attestazione diretta di queste lingue, dato che le lingue elleniche sono attestate sin da epoche remote, consentendo una ricostruzione affidabile di una lingua proto-greca risalente al III millennio a.C. circa, mentre, ad esempio, l'armeno vede la sua prima attestazione scritta nella traduzione della Bibbia operata da Mesrob Mashtots.

## Prove
Il linguista Claude Brixhe ha sottolineato come le seguenti caratteristiche che la lingua greca, a sua volta raggruppato assieme alla lingua macedone antica, e la lingua frigia hanno in comune, non sono presenti in nessun'altra lingua indoeuropea:
- Una classe di nomi maschili al nominativo singolare che termina in -s
- Una classe di verbi denominativi
- il pronome auto-
- il suffisso participio -meno-
- il tema kako-
- la congiunzione ai

Obrador-Cursach (2019) ha presentato ulteriori prove fonologiche, morfologiche e lessicali per una stretta relazione tra greco e frigio.
| Caratteristiche del Frigio | Greco | Armeno | Albanese | Indo-Iranico |
| -------------------------- | ----- | ------ | -------- | ------------ |
| Lingua centum              | +     | –      | –        | –            |
| *CRh₃C > *CRōC             | +     | –      | –        | –            |
| Perdita del suono /s/      | +     | +      | +        | –            |
| Vocali prostetiche         | +     | +      | +        | –            |
| *-ih₂ > -iya               | +     | –      | +        | –            |
| *ki̯- > s-                  | +     | –      | –        | –            |
| *-m > -n                   | +     | +      | ?        | –            |
| *M > T                     | –     | +      | –        | –            |

| Caratteristiche del Frigio | Greco | Armeno | Albanese | Indo-Iranico |
| -------------------------- | ----- | ------ | -------- | ------------ |
| *bhoh₂-t-/*bheh₂-t-        | +     | –      | –        | –            |
| *(h₁)en-mén-               | +     | –      | –        | –            |
| *ǵhl̥h₃-ró-                 | +     | –      | –        | –            |
| kako-                      | +     | –      | –        | –            |
| ken-                       | +     | +      | –        | –            |
| *koru̯-                     | +     | –      | –        | –            |
| *mōro-                     | +     | –      | –        | –            |
| *sleh₂gu̯-                  | +     | –      | –        | –            |

| Caratteristiche del Frigio | Greco | Armeno | Albanese | Indo-Iranico |
| -------------------------- | ----- | ------ | -------- | ------------ |
| Condizionale in ai         | +     | –      | –        | –            |
| Aumento in e               | +     | +      | +        | +            |
| Dimostrativo in e          | +     | –      | –        | –            |
| *-eh₂-s masc.              | +     | –      | –        | –            |
| Accrescitivo in t          | +     | –      | –        | –            |
| Verbi in -e-yo-            | +     | –      | –        | –            |
| Verbi in -o-yo-            | +     | –      | –        | –            |
| *-dhn̥                      | +     | –      | –        | –            |
| *dhh₁s-ó-                  | +     | –      | –        | –            |
| *-eu̯-/*-ēu̯-                | +     | –      | –        | –            |
| *gu̯her-mo-                 | +     | +      | +        | –            |
| *gu̯neh₂-ik-                | +     | +      | –        | –            |
| *h₂eu̯-to-                  | +     | –      | +        | –            |
| *h₃nh₃-mn-                 | +     | +      | –        | –            |
| *méǵh₂-s                   | +     | –      | –        | –            |
| *meh₁                      | +     | +      | +        | +            |
| *-mh₁no-                   | +     | –      | –        | –            |
| ni(y)/νι                   | +     | –      | –        | –            |
| *-(t)or                    | –     | ?      | –        | –            |
| -toy/-τοι                  | +     | –      | –        | +            |

## Fonti antiche
(Erodoto, Storie, 7, 73)
Secondo gli antichi greci, i Frigi e i Brigi erano originari della penisola balcanica come gli stessi Greci; inoltre, lo storiografo greco-antico Erodoto sosteneva che gli Armeni fossero coloni provenienti dalla Frigia, la quale durante l'età del ferro comprendeva gran parte dell'Anatolia occidentale e centrale. Queste affermazioni sono state interpretate come prove a supporto delle parentele linguistiche tra questi gruppi etnici, infatti, secondo Igor Diakonoff, i Frigi (chiamati nelle fonti assire con il nome di Muški) e i proto-Armeni migrarono verso est tra la fine del XIII secolo a.C. e la prima metà del XII secolo a.C., durante il collasso dell'età del bronzo. Queste popolazioni si mescolarono con le antiche popolazioni locali, parlanti delle lingue anatoliche e lingue hurro-urartee, dando origine ai gruppi etnici di cui si ha notizia in età classica.

## Critiche
L'ipotesi di una comune famiglia linguistica greco-armeno-frigia è stata rigettata da alcuni studiosi, nonostante abbiano ammesso la presenza di caratteristiche comuni. Ad esempio, sebbene l'armeno e il greco antico condividano una serie di aspirate sorde queste proverrebbero da diverse serie vocaliche del proto-indoeuropeo (in armeno da consonanti sorde e in greco da aspirate sonore). Una delle principali differenze sottolineate è legata al fatto che il frigio e il greco sono classificati come lingue centum, mentre l'armeno è una lingua satem. Quest'ultimo fatto ha portato all'elaborazione di ipotesi concorrenti che accostano l'armeno alle lingue indoiraniche o alle lingue balto-slave. Tuttavia, va sottolineato come non vi sia accordo su quando si siano verificati cambiamenti linguistici che hanno portato alla formazione dell'isoglossa in questione, fatto che potrebbe essere avvenuto in fasi diverse nei vari sottogruppi della famiglia indoeuropea; inoltre, l'armeno ha molti prestiti linguistici, dimostrando i lunghi contatti che avrebbe avuto sia con le lingue elleniche che con le lingue indoiraniche, fatto che potrebbe inficiare la capacità degli elementi lessicali di chiarire i dubbi esistenti sulle parentele linguistiche. Altre ipotesi collocano l'armeno in un ramo parallelo alle altre lingue protobalcaniche, oppure – sulla base dell'ipotesi che la legge di Grassmann abbia un'origine comune in greco e sanscrito – accostano le lingue elleniche alle lingue indoiraniche. Tuttavia, la legge di Grassmann in greco sembra essere successiva a certi cambiamenti fonetici avvenuti solo in greco e non in sanscrito.
Inoltre, alcune ricerche hanno avanzato dubbi riguardo l'esistenza di prove archeologiche e genetiche riguardo alla provenienza balcanica delle popolazioni che si ritrovano in Anatolia e nell'altopiano armeno durante o in seguito al collasso dell'età del bronzo. Infatti, gli studiosi che si sono appoggiati a questi risultati sostengono che le popolazioni parlanti la lingua proto-armeno-frigia fossero autoctone dell'Anatolia orientale o dell'altopiano armeno, in accordo con l'ipotesi anatolica o con l'ipotesi armena, da cui poi si spostarono verso ovest; inoltre, per i sostenitori di questa posizione ci sarebbero prove di prestiti linguistici armeni nelle lingue anatoliche e hurro-urartee.